# Eherne Schlange

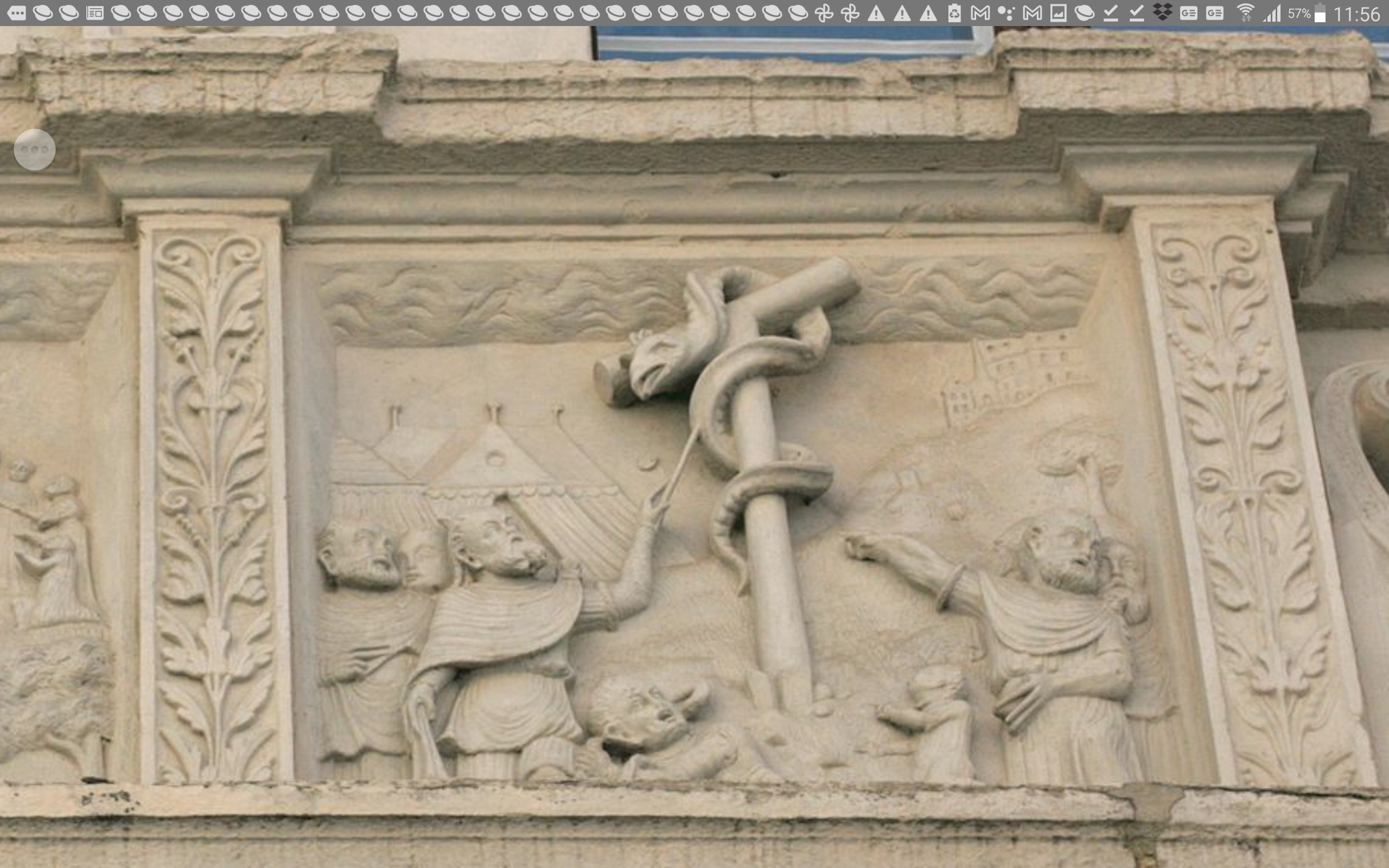
„Schlangenerhöhung“ durch Mose, Relief am Biblischen Haus in der Görlitzer Altstadt

Die eherne Schlange (hebr. נחשתן Neḥuschtan) war ein Abbild einer Schlange aus verarbeitetem Kupfererz. Sie wurde nach biblischer Überlieferung aufgestellt von Mose auf Anweisung Gottes zur Heilung nach dem Biss feuriger Schlangen. Je nach Übersetzung wird auch von einer Schlange aus Kupfer oder Bronze gesprochen.

## Biblische Erzählung

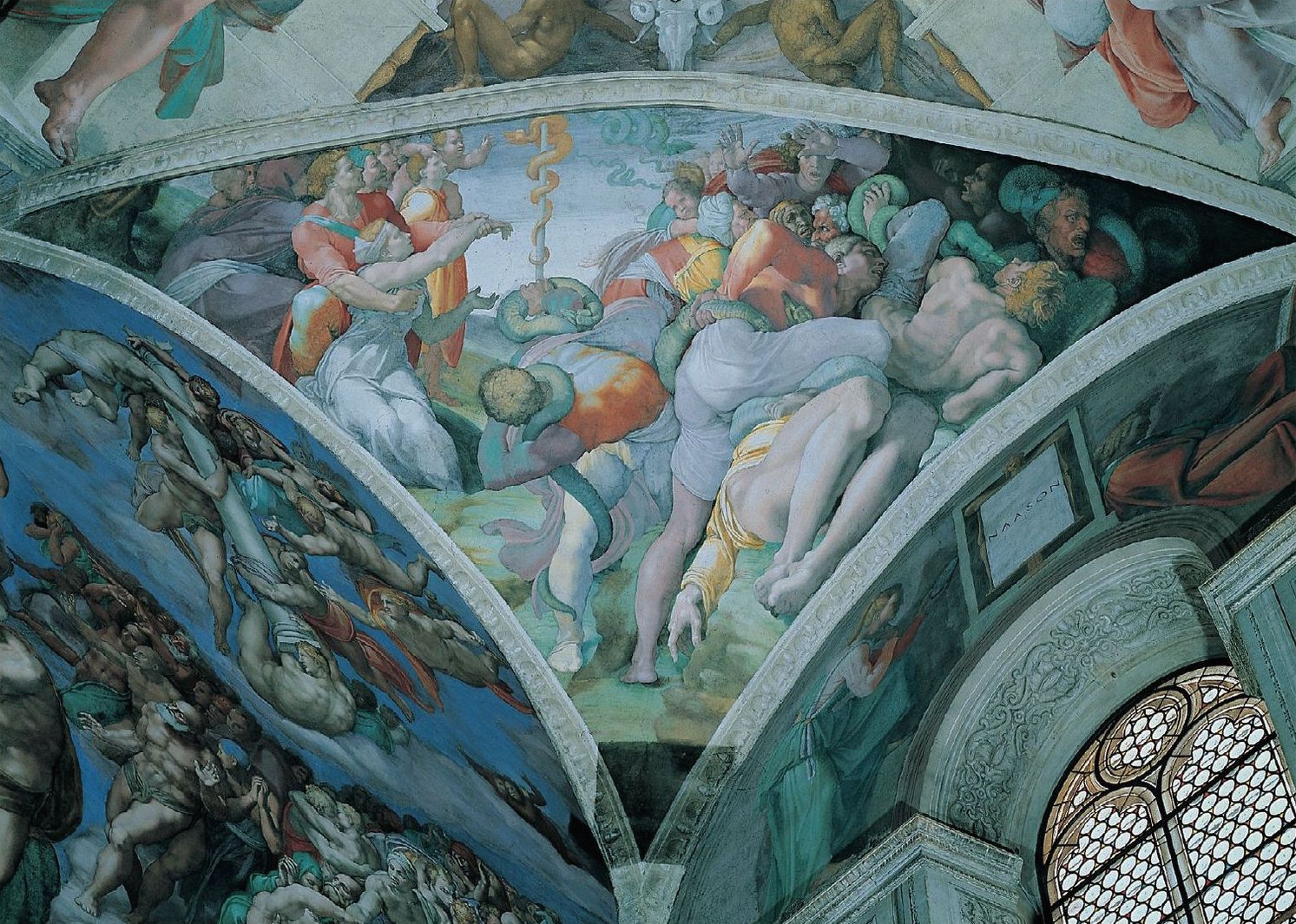
Michelangelo, Deckenfresko „Die eherne Schlange“ in der Sixtinischen Kapelle, 1508

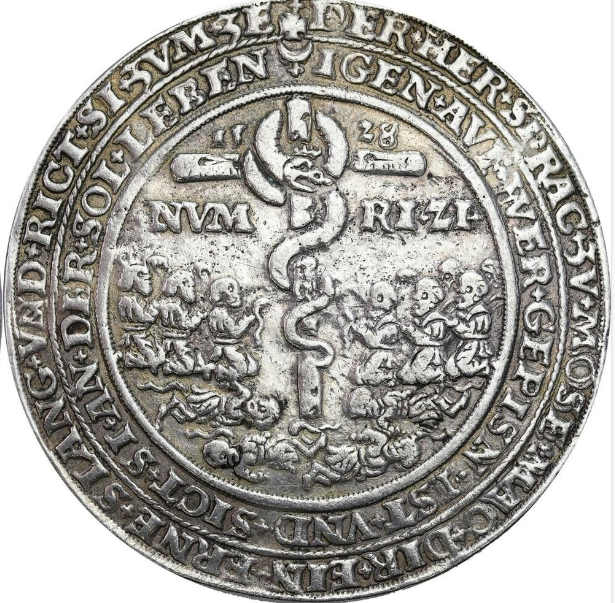
Pesttaler aus Joachimsthal von 1528 mit der ehernen Schlange

Nach einer Erzählung im 4. Buch Mose schickte Gott „feurige Schlangen“ unter die Israeliten als Strafe für ihre Ungeduld, Undankbarkeit und Nörgelei nach dem Auszug aus Ägypten während der Wanderung durch die Wüste. 

„6Da schickte der HERR Feuerschlangen unter das Volk. Sie bissen das Volk und viel Volk aus Israel starb. 7Da kam das Volk zu Mose und sagte: Wir haben gesündigt, denn wir haben uns gegen den HERRN und gegen dich aufgelehnt. Bete zum HERRN, dass er uns von den Schlangen befreit! Da betete Mose für das Volk. 8Der HERR sprach zu Mose: Mach dir eine Feuerschlange und häng sie an einer Stange auf! Jeder, der gebissen wird, wird am Leben bleiben, wenn er sie ansieht. 9Mose machte also eine Schlange aus Kupfer und hängte sie an einer Stange auf. Wenn nun jemand von einer Schlange gebissen wurde und zu der Kupferschlange aufblickte, blieb er am Leben.“

Im 2. Buch der Könige wird geschildert, wie König Hiskija die Figur zerstörte, weil sie zu Götzendiensten missbraucht wurde (2 Kön 18,4 ).
Die Heilung derer, die die Schlange anblickten, wird zu den Heilstaten Gottes gezählt (vgl. Dtn 8,15 ). Die Weisheitsliteratur spricht davon, dass Gott seinem Volk damit ein „rettendes Zeichen“ gegeben habe (Weish 16,5–11 ).

### Verweis im Neuen Testament

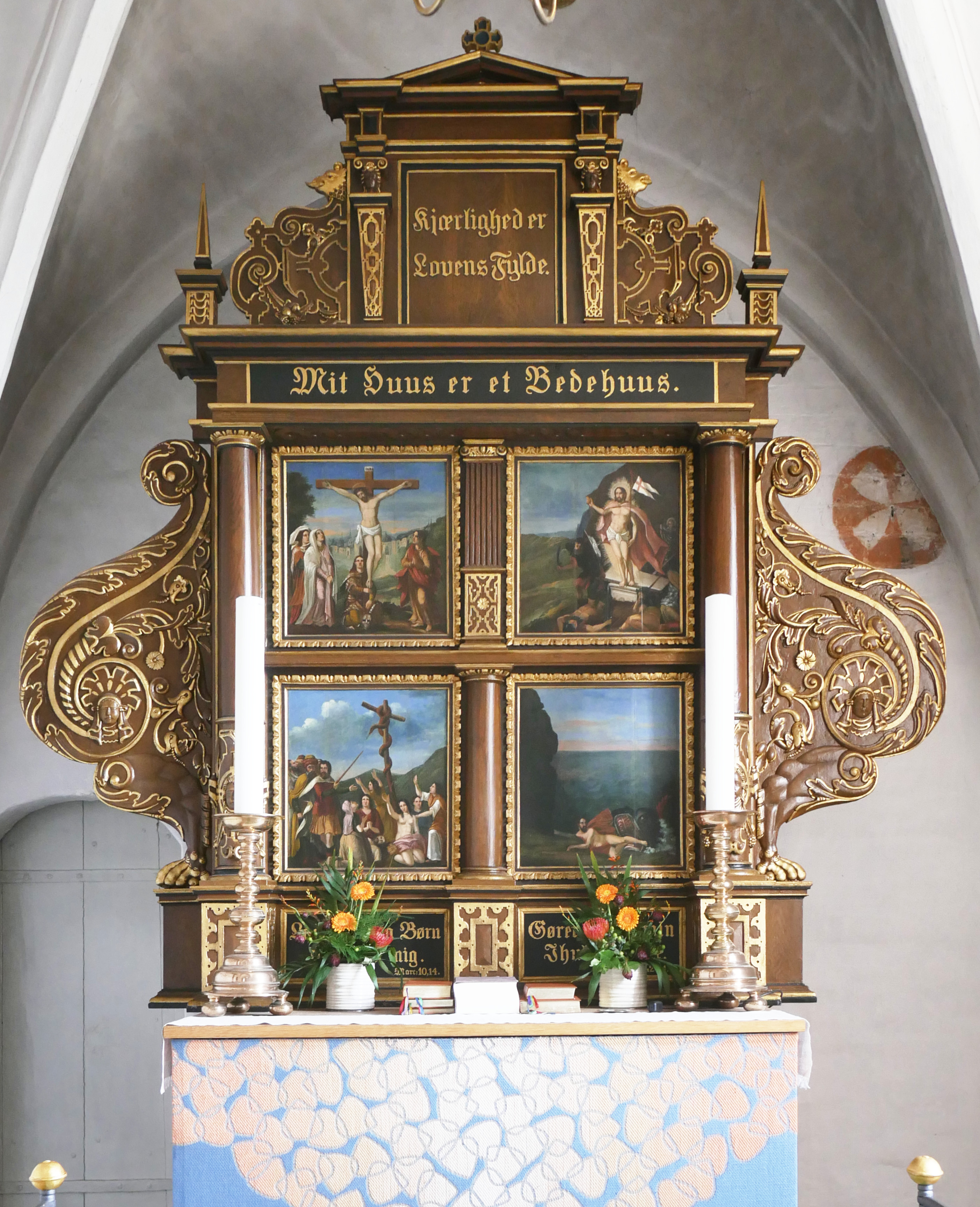
Gegenüberstellung von Auferstehung und Eherner Schlange auf dem Altar der Ølsted Kirke (Halsnæs Kommune)

Die Geschichte von der Schlange wird im Neuen Testament aufgegriffen, als Jesus mit Nikodemus spricht und dabei die Geschichte als Analogie verwendet:

„Und wie Mose die Schlange in der Wüste erhöht hat, so muss der Menschensohn erhöht werden, damit jeder, der glaubt, in ihm ewiges Leben hat.“

Die Heilung, welche die Israeliten durch den Blick auf die Schlange fanden, steht bildhaft für das Heil, das Jesus durch seinen Tod am Kreuz, also ebenso „erhöht“ an einem Holz hängend, erwirkt hat. Der Gläubige erfährt Heilung, wenn er auf den Gekreuzigten blickt wie die Israeliten auf die Schlange. In der Kunst findet sich aus diesem Grund immer wieder die Darstellung eines Kreuzes mit einer Schlange.

## Hintergrund
Schlangengötter, Schlangenkulte, Schlangentänze und Schlangenidole sind aus den verschiedenen Kulturen besonders im afrasischen Raum bekannt. So treten diese Kulte auch bei den Germanen in Form der Midgardschlange, als Naga in Indien oder als Quetzalcoatl, der gefiederten Schlange, einer Gottheit der mesoamerikanischen Kulturen (Maya), auf.
Die Schlange stellt ebenfalls eine zentrale mythische Figur in der Erzählung über das erste Menschenpaar Adam und Eva in der Genesis dar. Zu Beginn des 20. Jahrhunderts brachte man das Schlangenidol mit Moses midianitischem Schwiegervater Jitro in Verbindung, den die Bibel wiederholt erwähnt. 1969 entdeckte der israelische Forscher Beno Rothenberg im Allerheiligsten des midianitischen Zeltheiligtums von Timna eine 12 cm lange, teilvergoldete Kupferschlange. Durch diesen Fund erhält der biblische Bericht über die eherne Schlange seinen historischen Hintergrund.
Der giftige Schlangenbiss und seine Folgen symbolisiert nach christlicher Auffassung die zerstörende und krankmachende Sünde, von der die Menschheit später durch Christus, der diese Sünden an seinem Leib ans Kreuz trug, befreit wurde (1 Petr 2,24 ). Die Heilung und Befreiung von der Sünde soll durch den Glauben an Christus erfolgen (Joh 3,14,15 ).